# Yazz
Yazz, pseudonimo di Yasmin Evans (Hammersmith e Fulham, 19 maggio 1960), è una cantante britannica.

## Biografia
Nata nel quartiere londinese Shepherd's Bush da padre giamaicano e madre inglese, Yazz è stata nella sua adolescenza una studentessa brillante e un'ottima sportiva (eccelleva in atletica leggera, nei 400 metri). Dopo aver lavorato per un brevissimo periodo come modella per vari stilisti, ha deciso di studiare canto, e dopo aver fatto parte di alcuni gruppi come tastierista e corista, ha fatto il suo esordio professionale con il gruppo The Biz, con cui nel 1983 ha inciso il singolo Falling.
Presa sotto l'ala protettrice di Jazz Summers, produttore del gruppo, che successivamente è diventato suo marito, nel 1988 ha esordito da solista (sia pure comparendo con soprannomi quali Yazz and the Plastic Population o Yazz and the Plastic People) con il singolo Doctorin' the House, che a sorpresa è entrato nella top 10 dei singoli, oltre ad essere un successo in Germania, Olanda e Irlanda e ad arrivare al terzo posto nella Billboard Dance Chart. Consensi ancora maggiori ha ricevuto il singolo successivo, The Only Way Is Up, cover in chiave dance di un brano del 1980 di Otis Clay, che ha conquistato il primo posto in classifica in patria e in numerosi paesi europei. Molto fortunati sono stati anche il singolo susseguente Stand Up for Your Love Rights, diventato una sorta di inno per la comunità LGBT, e l'album di esordio Wanted, che ha raggiunto il terzo posto in classifica nel Regno Unito. Negli anni immediatamente successivi Yazz ha pubblicato solo singoli, tra cui la hit Treat Me Good, che saranno raccolti molto più tardi nei due album One On One e The Natural Life, usciti peraltro esclusivamente in alcuni Paesi europei e asiatici (rispettivamente nel 1994 e nel 1997).
A metà degli anni '80 la cantante ha aderito alla Chiesa Battista, finendo quindi per dedicarsi principalmente a musica di ispirazione cristiana ed esibendosi in prigioni, scuole, manifestazioni di solidarietà.
Nel terzo millennio ha pubblicato due album di inediti, Running Back to You e This Is Love, rispettivamente nel 2008 e nel 2011.

## Vita privata
Dal matrimonio con Jazz Summers, terminato con un divorzio, è nata una figlia, Rio Summers.

## Discografia

### Album
- 1988 - Wanted
- 1989 - The Wanted Remixes
- 1994 - One On One
- 1997 - The Natural Life
- 2001 - All The Greatest Hits
- 2008 - Running Back To You
- 2011 - This Is Love

### Singoli
- 1988 - The Only Way Is Up (come Yazz & The Plastic Population)
- 1988 - Stand Up for Your Love Rights
- 1989 - Fine Time
- 1989 - Where Has All the Love Gone
- 1990 - Yazz' Megamix
- 1990 - Treat Me Good
- 1992 - One True Woman
- 1993 - How Long (con gli Aswad)
- 1994 - Have Mercy
- 1994 - Everybody's Got to Learn Sometime
- 1996 - Good Thing Going
- 1997 - Never Can Say Goodbye
- 1998 - Abandon me

Come artista ospite
- 1988 - Doctorin' the House (Coldcut feat. Yazz & The Plastic Population)